# Серый пеликан
Се́рый пелика́н (лат. Pelecanus philippensis) — водоплавающая птица семейства пеликановых.

## Ареал
Серый пеликан обитает в южной и юго-восточной Азии, гнездится от Индии до Индонезии.
Распространён на водоёмах: природных и искусственных, пресноводных и солёных. На Шри-Ланке он занимает водохранилища, в Непале — заливные равнины

## Описание
Это некрупный пеликан с сероватой грудью и хвостом. В брачный сезон на клюве у него появляются серые пятна. Серые пеликаны длиной примерно от 1,27 до 1,52 м, тем самым меньше, чем большинство других видов пеликанов. Самцы крупнее самок. Клюв достигает длины от 28,5 до 35,5 см. Масса птиц достигает 5 кг. Шея и оперение верхней стороны серые, нижняя сторона серовато-белая, подхвостье с коричневатыми крапинами. Ноги от тёмно-коричневого до черноватого цвета. Клюв розовый или жёлто-оранжевый, мешок клюва красноватый. Голое окологлазное кольцо оранжевое или желтоватое, кожа непосредственно перед глазом ярко-пурпурная. На затылке у пеликанов хохол из длинных коричневых перьев с белыми вершинами. Крылья серые с тёмно-коричневыми или чёрными вершинами пера. Нижняя сторона белая, иногда с немного розовым оттенком. После окончания гнездового периода кожа лица птиц теряет колоритность и становится бледнее, хохолок из перьев также становится меньше.
Появившиеся на свет птенцы голые и имеют светлую кожу. У них быстро растёт белое пуховое оперение. Позже их оперение становится коричневатым.

## Питание
Серые пеликаны питаются, прежде всего, рыбой, иногда дополняя свой рацион мелкими рептилиями, амфибиями и ракообразными. Ежедневная потребность составляет примерно 1 кг. Обычно они охотятся в одиночку, реже в группах. Однако, в целом их образ питания мало исследован.

## Размножение
Серые пеликаны гнездятся в колониях на пальмах и других деревьях. На дереве насчитывается от 3 до 15 гнёзд. В строительстве гнезда участвуют обе птицы. Они часто гнездятся вместе с аистами, цаплями или бакланами. Сезон гнездования с октября по март. В большие, построенные из веток гнёзда с интервалом от 36 до 48 часов самка откладывает от 3 до 4 яиц, которые высиживает 30 дней. Сначала птенцы голые, позже у них вырастает белое пуховое оперение. Через 4 месяца они становятся самостоятельными.

## Численность
В XVII—XVIII веках серый пеликан был самой обычной птицей для Южной и Юго-восточной Азии. Ещё в начале XX века его описывали как «очень обычного на большой территории юга Азии». Однако в наше время его численность, согласно разным источникам, оценивается от 11 500 до 13 000 особей, что делает его уязвимым видом.

## Галерея

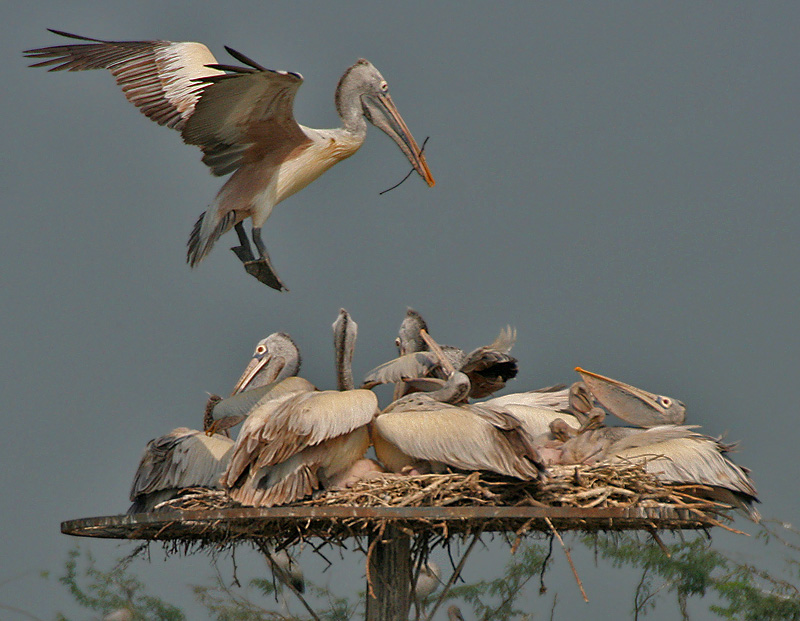
Гнездо на искусственной платформе
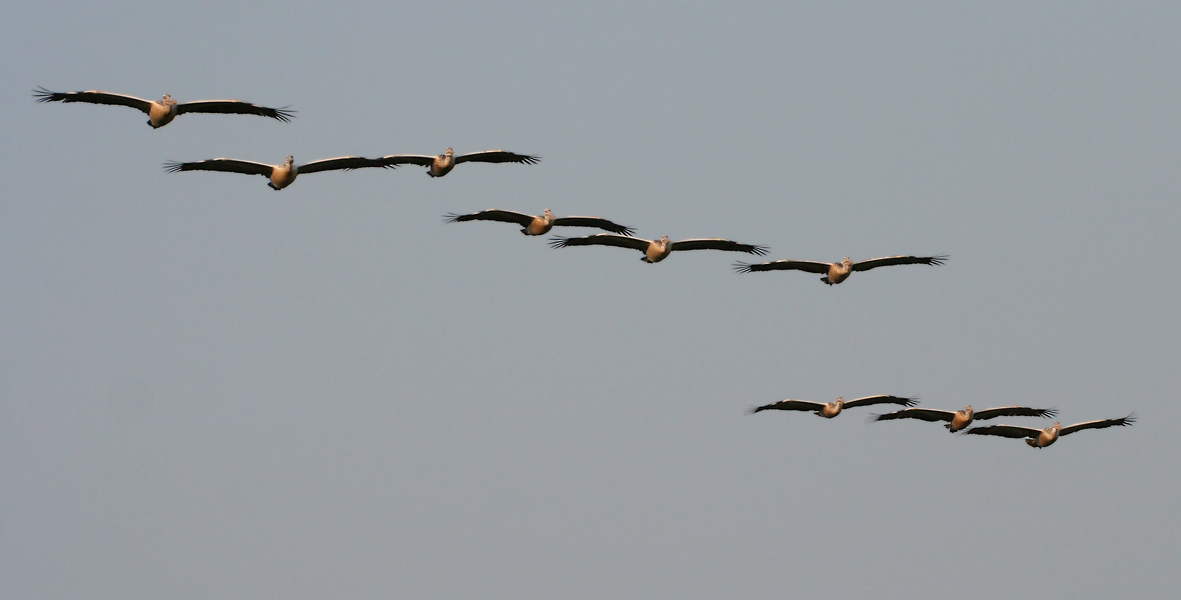
Стая в полёте
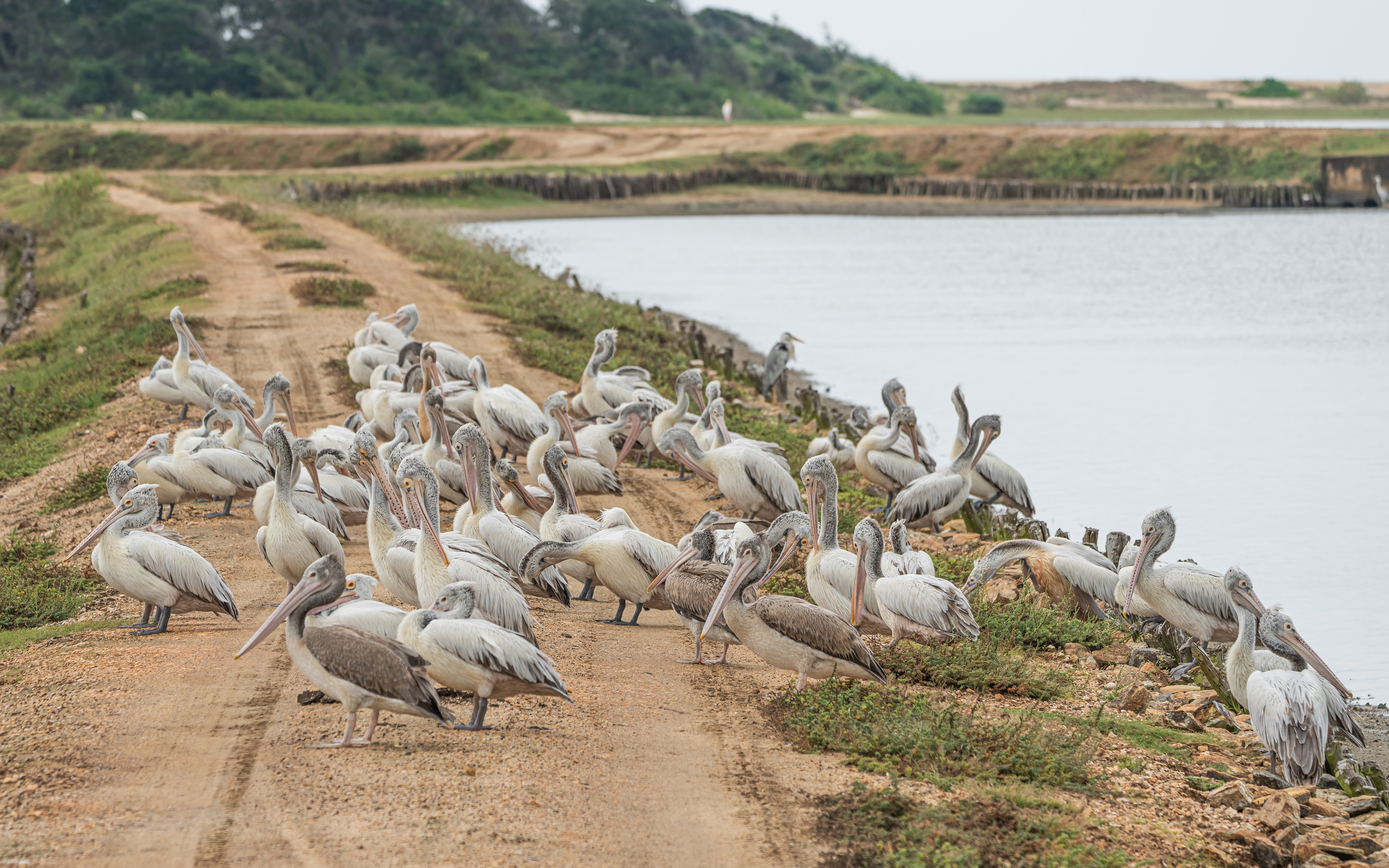
Стая серых пеликанов в национальном парке Бундала, Шри-Ланка
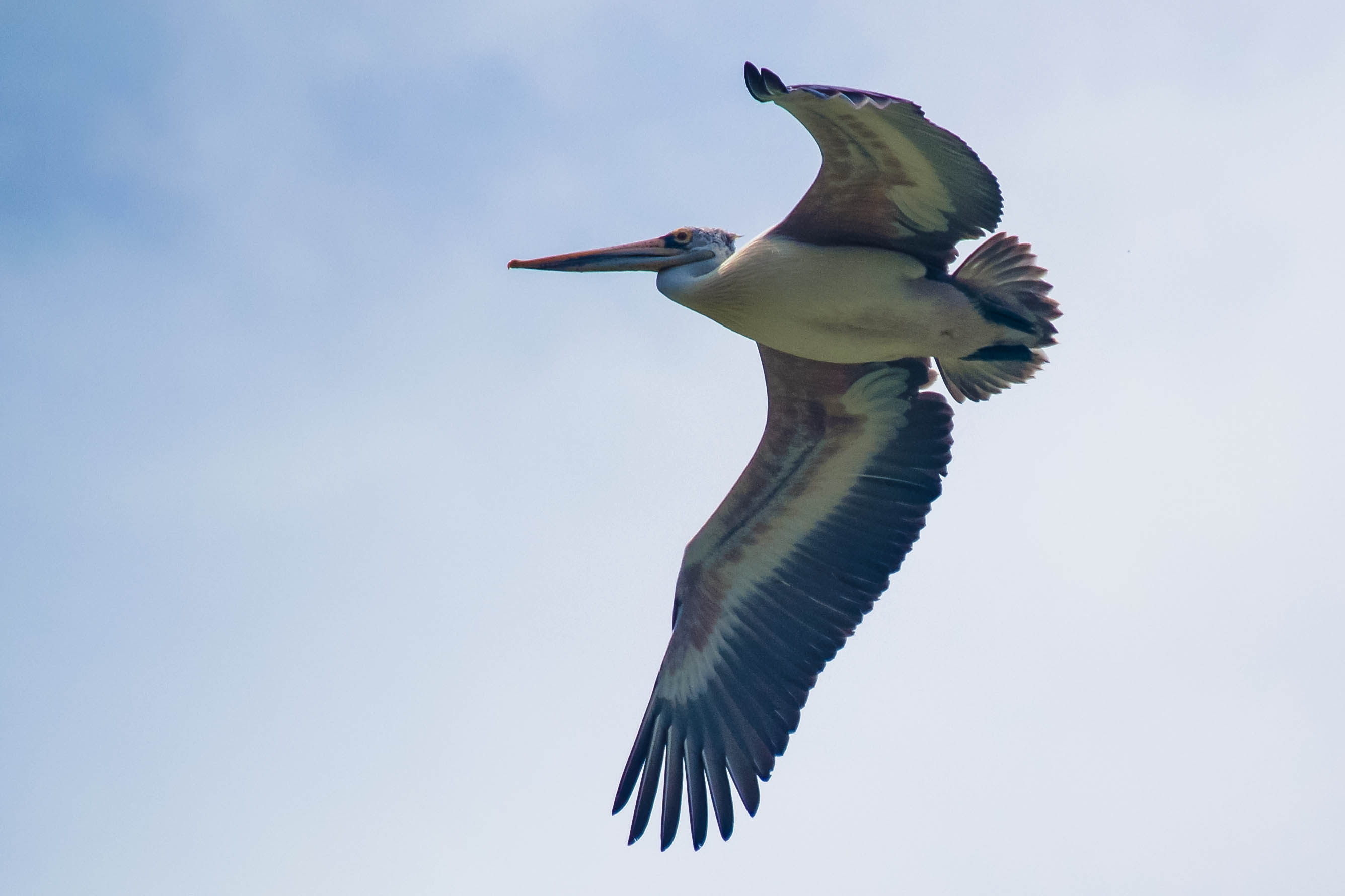
В полёте
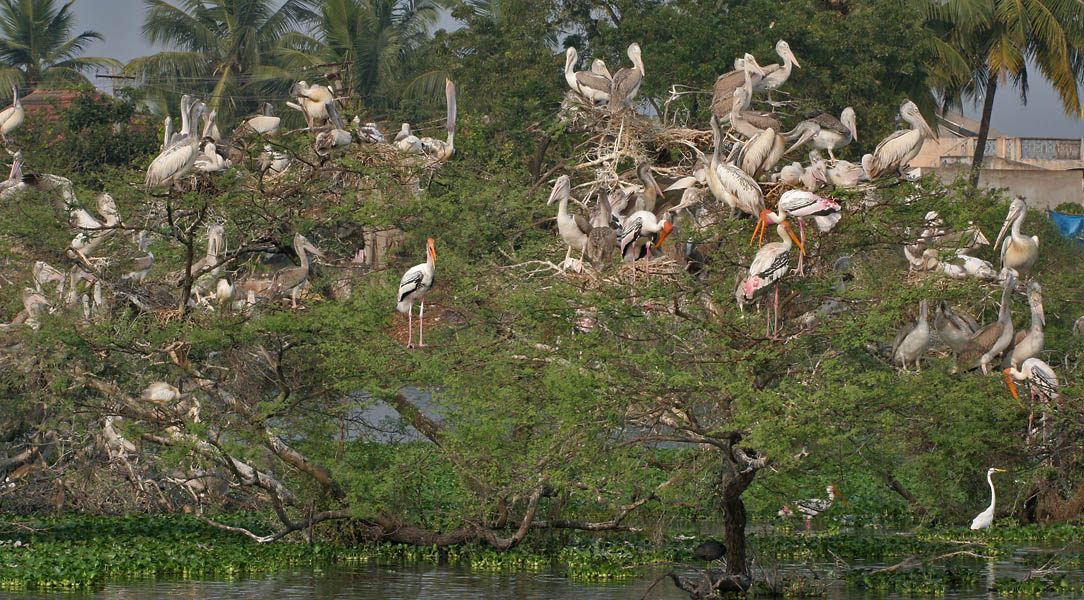
Серые пеликаны гнездятся вместе с аистами
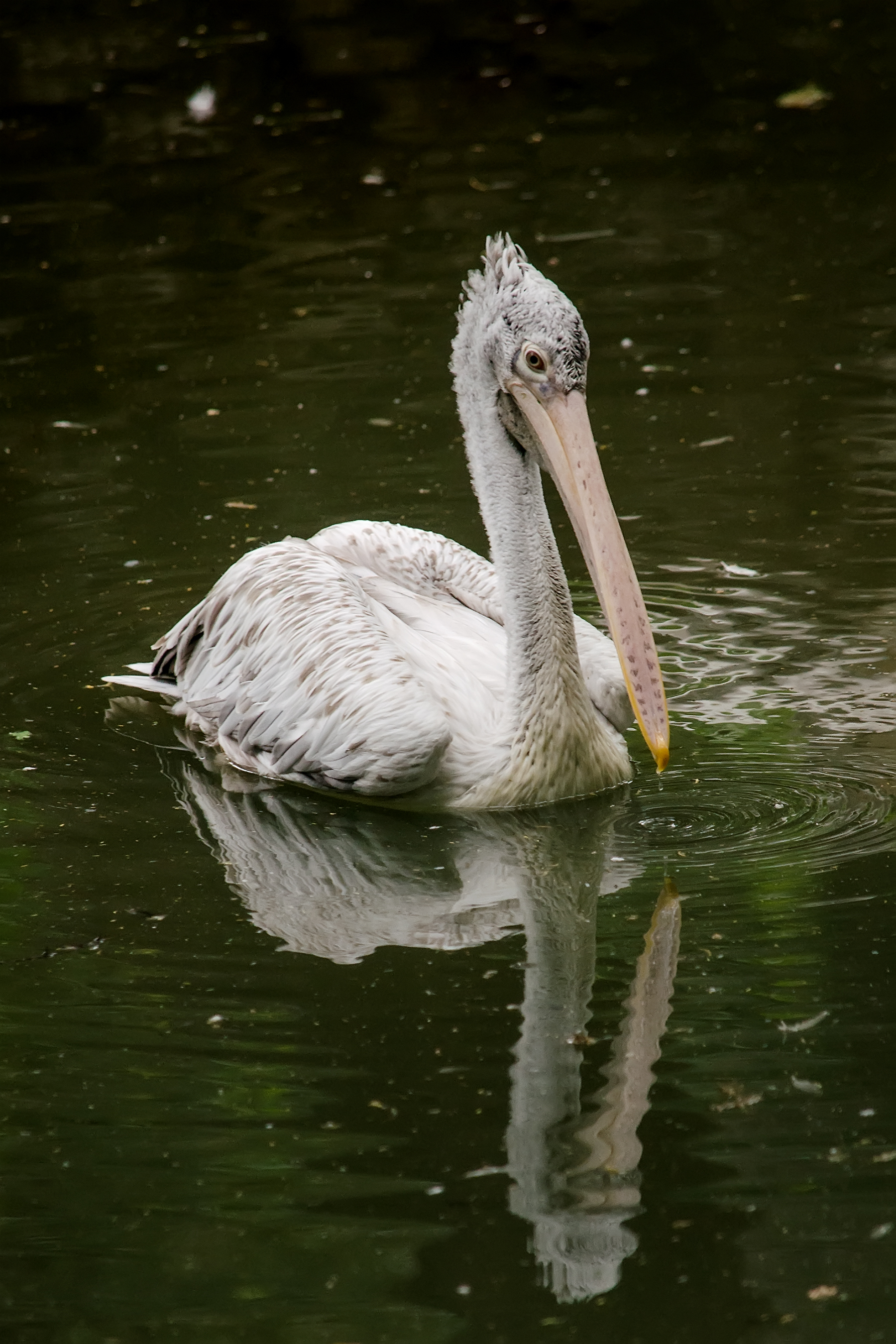
Плывущий пеликан в Индии